# Antigonon leptopus
Antigonon leptopus (zuweilen auch als Korallenwein oder Mexikanischer Knöterich bezeichnet) ist eine Pflanzenart aus der Familie der Knöterichgewächse (Polygonaceae).

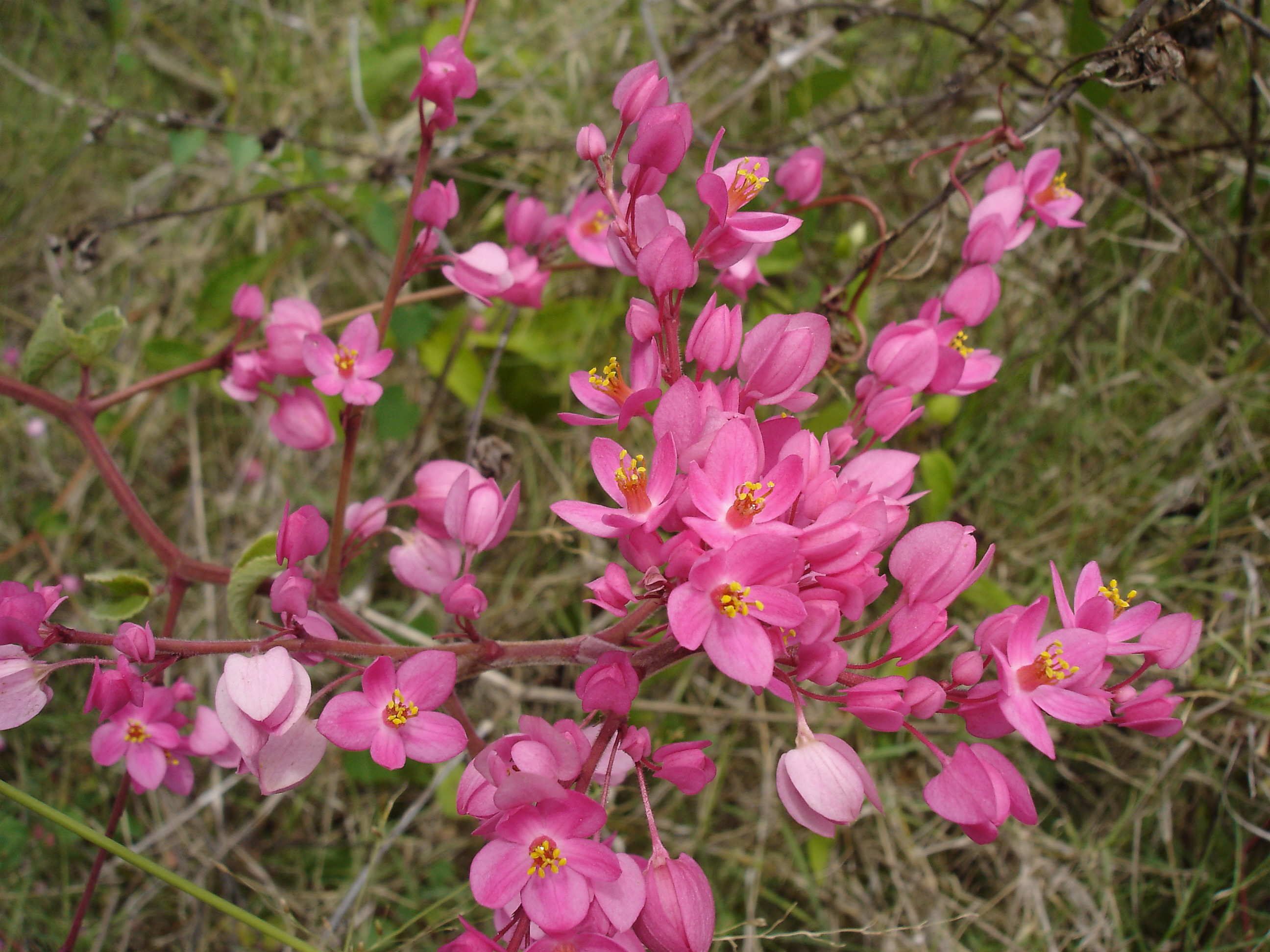
Blütenstand

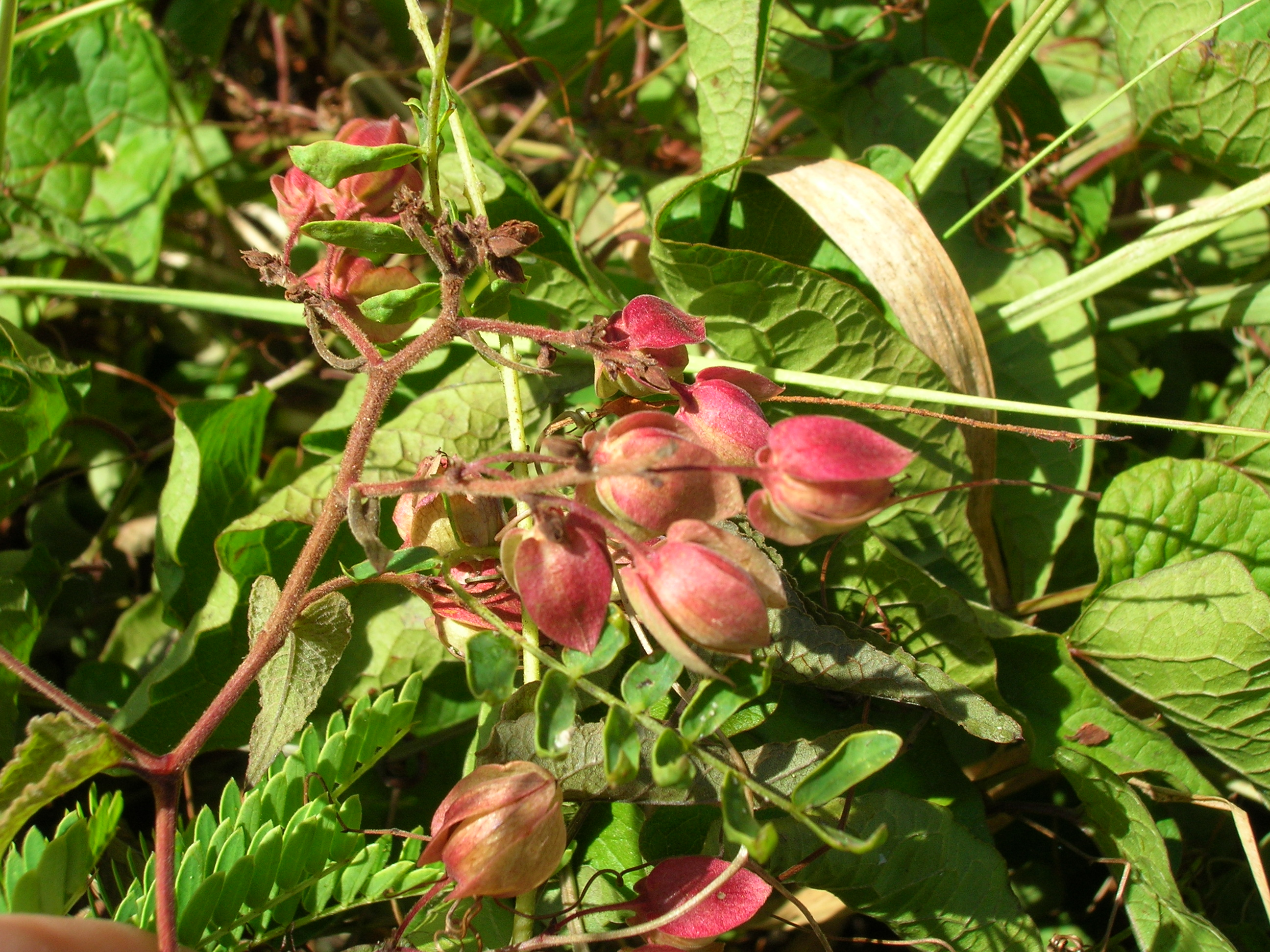
Fruchtstand

## Beschreibung
Antigonon leptopus ist eine schnellwüchsige, ausdauernde Kletterpflanze, deren schlanke, mehr oder weniger behaarten, rilligen Sprosse meist 1 bis 3, jedoch bis über 12 m Länge erreichen. Die Stammbasis kann im Alter verholzen. Am Ende der Blütenstandsachse werden Ranken gebildet, die auch achselständig erscheinen.
Die langgestielten, tiefgrünen, runzligen, welligen Laubblätter stehen wechselständig, sind spitz bis zugespitzt, dreieckig bis herz-, pfeilförmig mit gewelltem ganzen oder gekerbten Rand und erreichen 10 bis 16 cm Länge. Sie sind oberseits kahl und unterseits etwas behaart. Der Blattstiel ist leicht stängelumfassend. Es sind kleine Nebenblätter vorhanden.
Antigonon leptopus ist protandisch, also vormännlich. Die zwittrigen und gestielten Blüten mit einfacher Blütenhülle (Durchmesser 0,4 bis 2,0 cm) stehen in langen, fein behaarten Trauben. Die Blütenstiele sind behaart und es sind jeweils Tragblätter vorhanden. Die Farbe der meist fünf ungleichen, fein behaarten Tepalen variiert von hellem Rosa bis zu dunklem Rosarot. Die drei äußere Tepalen sind herzförmig und größer als die schmäleren inneren. Die in der Regel 8 relativ kurzen und ungleich langen Staubblätter, mit drüsigen Staubfäden, sind an der Basis röhrig verwachsen mit nierenförmigen Antheren. Der an der Staubblattbasis reich produzierte Nektar ist für eine Vielzahl von Bestäubern attraktiv (Bienen, Fliegen, Schmetterlinge und Kolibris). Der leicht kantige, einkammerige Fruchtknoten mit drei kurzen Griffeln ist oberständig.
Die Tepalen vergrößern sich zur Fruchtreife und bilden papierartige Flügel (Anthocarp). Die Frucht ist eine 0,8 bis 1,2 cm lange, dreikantige, kegelförmige und schwimmfähige Achäne mit Staubblattresten. Zusätzlich kann sich Antigonon leptopus vegetativ durch oberirdische Stolonenbildung und unterirdisch durch die teils knolligen Wurzeln vermehren.
Die Chromosomenzahl schwankt zwischen 2n = 14 bzw. 40 bis 48.

## Systematik und Verbreitung
Antigonon leptopus ist in Mexiko und in Guatemala in Regionen unterhalb von 1000 m Höhe beheimatet. Die Art ist verhältnismäßig trockentolerant und gedeiht auf einer Vielzahl von Bodentypen. Der bevorzugte Boden-pH liegt zwischen 5,0 und 5,5. Die Standorte sind hauptsächlich vollsonnig, teilweiser Schatten wird aber ertragen.
Als wegen ihrer Blüten geschätzte Zierpflanze wird Antigonon leptopus in tropischen und teils auch subtropischen Gebieten weltweit häufig gepflanzt. Antigonon leptopus hat sich als invasive Art erwiesen, die heimische Vegetation verdrängen kann, insbesondere auf Inseln wie Guam, Christmas Island, St. Eustatius oder Fidschi.
Antigonon leptopus ist eine von vier gängigerweise akzeptierten Arten der Gattung Antigonon. Mit Antigonon leptopus Sorte 'Alba' existiert auch eine weißblütige Sorte.